# Alif Iskandar
Alif Iskandar (* 16. Januar 1999 in Singapur), mit vollständigen Namen Alif Iskandar Bin Abdul Razak, ist ein singapurischer Fußballspieler.

## Karriere
Alif Iskandar erlernte das Fußballspielen in der National Football Academy in Singapur. Seinen ersten Profivertrag unterschrieb er 2019 bei Hougang United. Der Verein spielte in der ersten singapurischen Liga, der Singapore Premier League. Sein Erstligadebüt gab er am 10. Juli 2019 im Spiel gegen die Young Lions. Hier wurde er in der Halbzeit gegen Muhaimin Suhaimi ausgewechselt. Für Hougang absolvierte er fünf Erstligaspiele. Im Januar 2021 wechselte er zum Ligakonkurrenten Young Lions. Die Young Lions sind eine U23-Mannschaft, die 2002 gegründet wurde. In der Elf spielen U23-Nationalspieler und auch Perspektivspieler. Ihnen soll die Möglichkeit gegeben werden, Spielpraxis in der ersten Liga zu sammeln.